# Cygnus X-1
Cygnus X-1 (pol. Łabędź X-1) – rentgenowski układ podwójny odkryty w 1964, położony w gwiazdozbiorze Łabędzia i znajdujący się 6070 lat świetlnych od Ziemi. Cygnus X-1 jest najsilniejszym źródłem promieniowania rentgenowskiego widzianym z Ziemi.

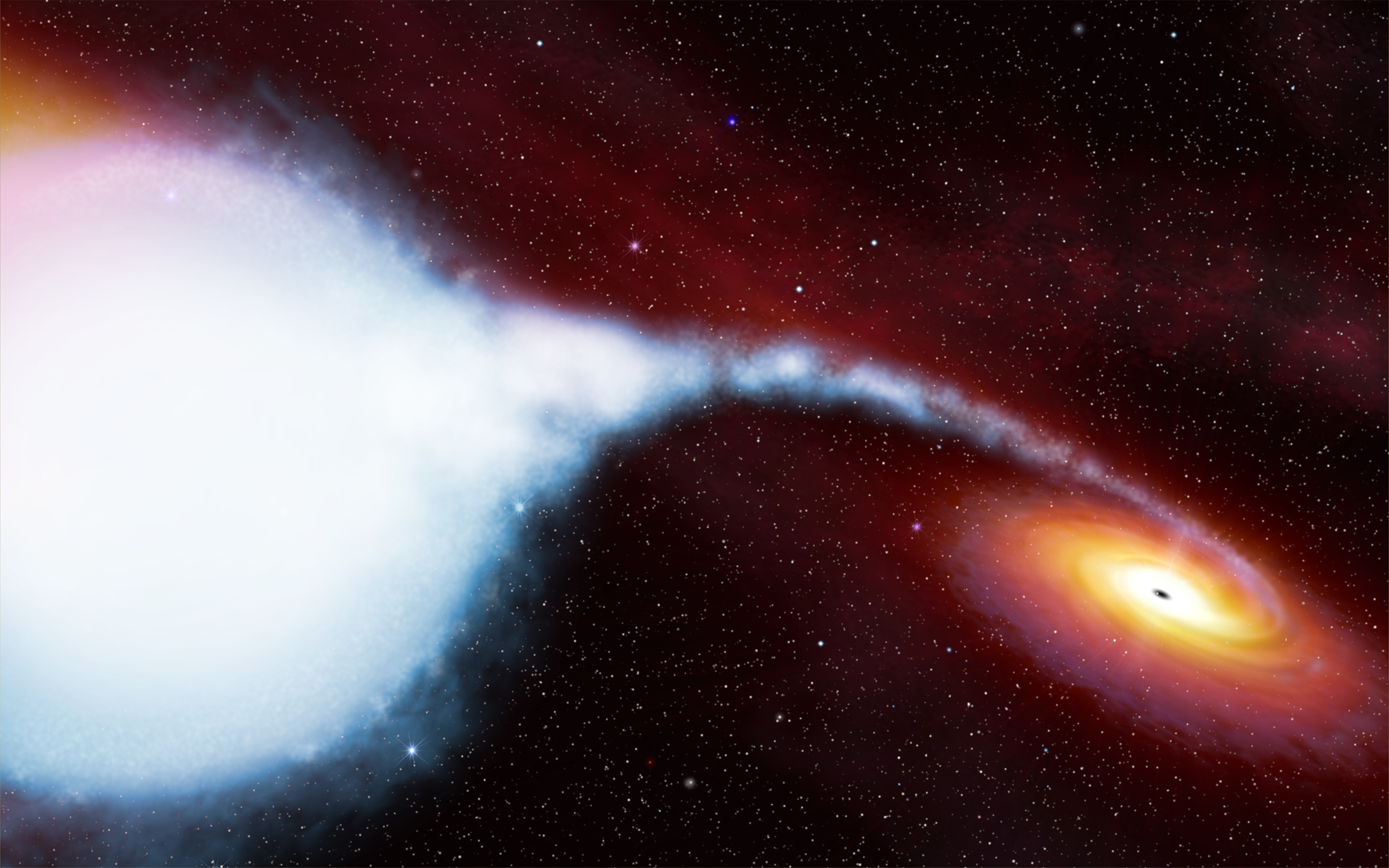
Wizja artystyczna układu Cygnus X-1

Na układ składa się gwiazda HDE 226868 będąca błękitnym nadolbrzymem oraz czarna dziura. Składniki układu podwójnego obiegają się w odległości 0,2 j.a. Masa czarnej dziury wynosi 15 M☉, wiruje ona z prędkością 800 obrotów na sekundę.
Cygnus X-1 był tematem zakładu pomiędzy fizykami Stephenem Hawkingiem i Kipem Thorne’em. W 1974 Hawking założył się, że układ ten nie zawiera czarnej dziury, ale już w 1990 (jeszcze przed obserwacyjnym potwierdzeniem jej istnienia) przyznał rację Thorne’owi.
W swojej książce “Teoria wszystkiego, czyli krótka historia wszechświata” Hawking pisze: Traktuje ten zakład jak swego rodzaju polisę ubezpieczeniową. Włożyłem wiele wysiłku w badania nad czarnymi dziurami i poszedłby on na marne, gdyby się okazało, że czarne dziury jednak nie istnieją. W takim przypadku pocieszeniem byłby dla mnie wygrany zakład, w wyniku którego otrzymałbym czteroletnia prenumeratę magazynu „Private Eye”.